# Paul Șeptilici
Paul Șeptilici a fost un ofițer inventator al armatei române în domeniul aparaturii optice de artilerie, care a ajuns la gradul de maior inginer. Printre realizările sale, majoritatea denumite Șeptilici, se numără un binoclu, un periscop de infanterie, o lunetă pentru pușca Z.B., un periscop pentru artilerie, o lunetă de ochire pentru tunurile antitanc de calibrul 47 mm „Schneider-Concordia”, o lunetă panoramică și înălțător pentru tunul românesc antitanc de calibrul 75 mm „Reșița”. Toate aceste aparate au fost fabricate de către Întreprinderea Optică Română.